# 毛利貞親
毛利 貞親（もうり さだちか）は、鎌倉時代末期から南北朝時代の武将。大江姓毛利氏の一族。

## 生涯
毛利時親の子として生まれる。この年は不明だが、執権・北条貞時の代（在職：弘安7年（1284年）-正安3年（1301年））に「貞」の1字を受けているとみられることから、この頃には元服を行っているものと考えられる。
貞時の子・高時の代になって元弘3年/正慶2年（1333年）に鎌倉幕府が滅ぶと、翌延元元年/建武3年（1334年）7月、貞親の父時親は貞親の孫である師親（後の元春）を引き連れて、安芸国吉田に入り隠居生活に入った。貞親は父の隠居にともない、河内国加賀田郷を譲られ、自身の嫡男親衡には越後国南条荘が与えられた。
同年後醍醐天皇に臣従していた貞親は親衡とともに足利尊氏の武家政権に反旗を翻し、越後にて大覚寺統系の親王阿曾宮（詳細不明）を奉じて挙兵するが、激怒した尊氏によって大江一族で惣領であった長井氏当主長井高冬（長井挙冬）に預けられた。
その後は後醍醐天皇に従って出家、朗乗と号した。